# Omphalodes kusnezowii
Omphalodes kusnezowii är en strävbladig växtart som beskrevs av Alfred Alekseevich Kolakovsky. Omphalodes kusnezowii ingår i släktet lammtungor, och familjen strävbladiga växter. Inga underarter finns listade i Catalogue of Life.